# 瑞聯航空
瑞聯航空股份有限公司（U-Land Airlines），簡稱瑞聯航空，是台灣一家已結業的航空公司，也是台灣與亞洲第一家低價航空公司，主要經營國內航線以及短程國際航線。2001年破產，破產前隸屬於瑞聯建設旗下，為台灣第一家破產倒閉的航空公司。

## 歷史

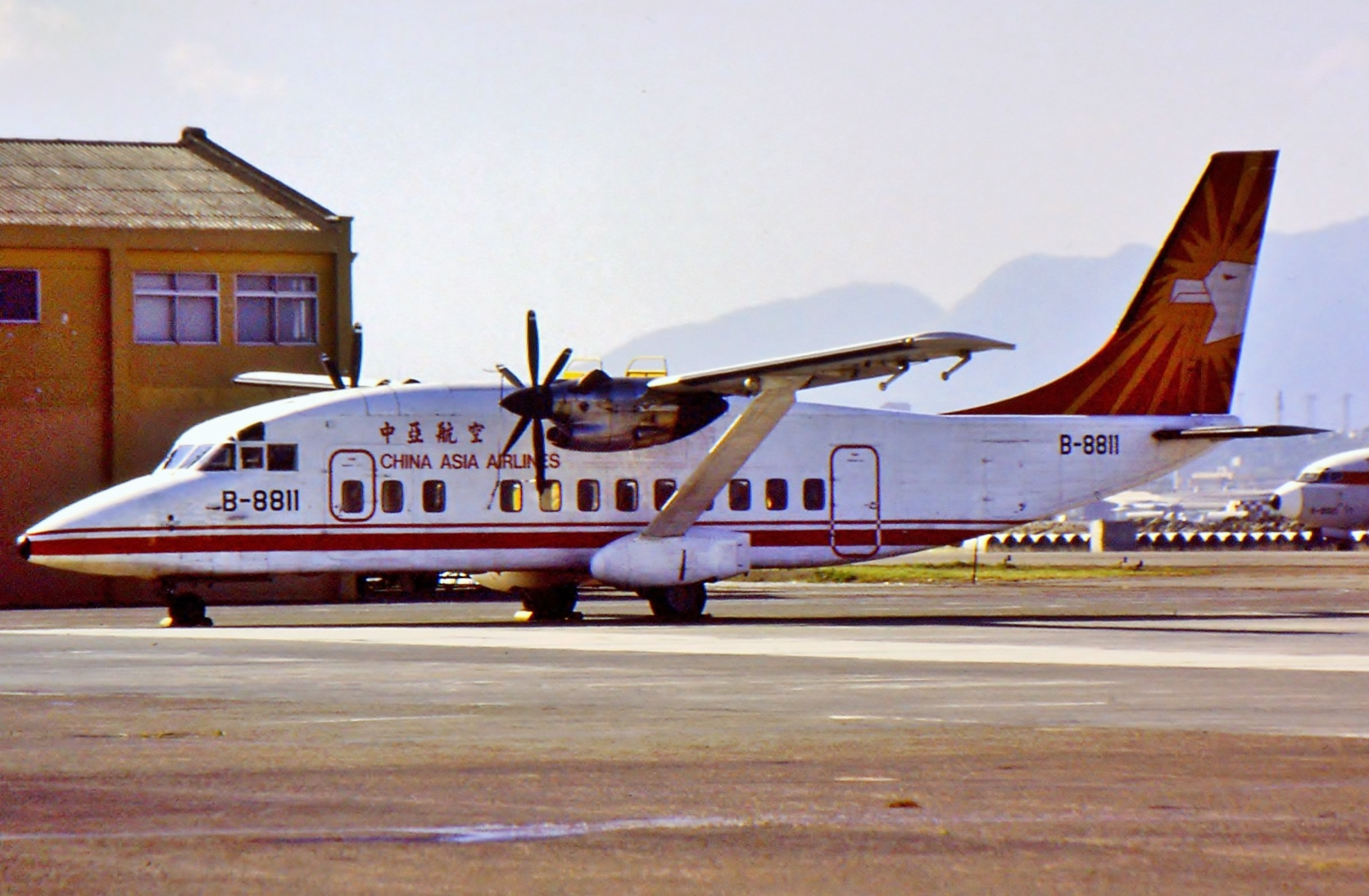
中亞航空唯一一架飛機為註冊編號為B-8811的肖特360客機，1994年10月攝於松山機場，此飛機因狀況不佳，而後被瑞聯航空所報廢。

瑞聯航空前身為中國亞洲航空（簡稱中亞航空），成立於1989年5月19日，登記資本額為新台幣2億元，員工約120人，奉准飛航「台北－高雄」、「台北－金門」等定期航線。中亞航空隸屬於當時中國國民黨立法委員吳德美家族的安鋒實業，創業時只擁有一架36人座的肖特360螺旋槳客機，主要負責不定期包機業務。
1990年代初期，臺中市知名建商瑞聯建設在中台灣推出「瑞聯天地」等幾個大型建築案，名噪一時。瑞聯建設老闆周啟瑞、周啟昌決定向異業擴張，計畫買下當時幾乎是停頓狀態的中亞航空。1994年11月，中亞航空被瑞聯建設接手經營並更名「瑞聯航空」，成為瑞聯事業機構成員之一，並引進六架麥道MD-82客機。1996年8月3日，瑞聯航空購入第三架麥道MD-82客機，編號為「B-88898」。1997年7月至1997年10月，亞洲金融風暴爆發，台灣房地產市場退燒，「餘屋過剩」問題重創瑞聯建設，瑞聯建設虧損將近新台幣25億元，連帶導致瑞聯航空財務狀況不佳。1998年12月，瑞聯航空將B-88898租賃給菲律賓航空執行台灣航線。2000年3月，瑞聯航空將B-88898租賃給越南太平洋航空執行台灣航線。

## 停飛
瑞聯航空因財務狀況不佳及飛安紀錄不良，被交通部民用航空局勒令停飛多達兩次。2000年，瑞聯航空因財務狀況不佳及飛安紀錄不良，被交通部民用航空局再次勒令停飛。截至2000年6月26日止，瑞聯航空積欠民航局「國內機場降落費」及「航站相關設備使用費」共計新台幣18,396,377元，包括九張本票金額新台幣11,106,486元及2000年3月至2000年5月新增欠費新台幣7,289,891元；民航局依據《使用航空站、飛行場、助航設備及相關設施收費標準》第十四條及《民用航空局所轄航空站建築物、土地及其他設備使用收費規定》第九點，通知各相關航空站自2000年7月1日停止瑞聯航空使用航空站等相關設施的權利，並移請律師李潮雄辦理後續催討事宜。
2001年11月13日，瑞聯航空遭民航局註銷《民用航空運輸業許可證》。2003年8月，臺灣高雄地方法院拍賣遭中國農民銀行與臺灣中小企業銀行聲請查封的瑞聯航空2架麥道MD-82客機，底價分別為新台幣279,366,120元及新台幣262,368,480元，但無人投標，而宣告流標。
2001年底，全數前瑞聯航空員工走上街頭，爭取自己在瑞聯航空的工作權；但民航局不為所動，仍維持許可證的註銷。隨著時間流逝，多數前瑞聯航空員工已經重新在其他航空公司找到工作，最後一波抗議行動在2004年底結束。至此，瑞聯航空正式在媒體版面消失。

## 特色

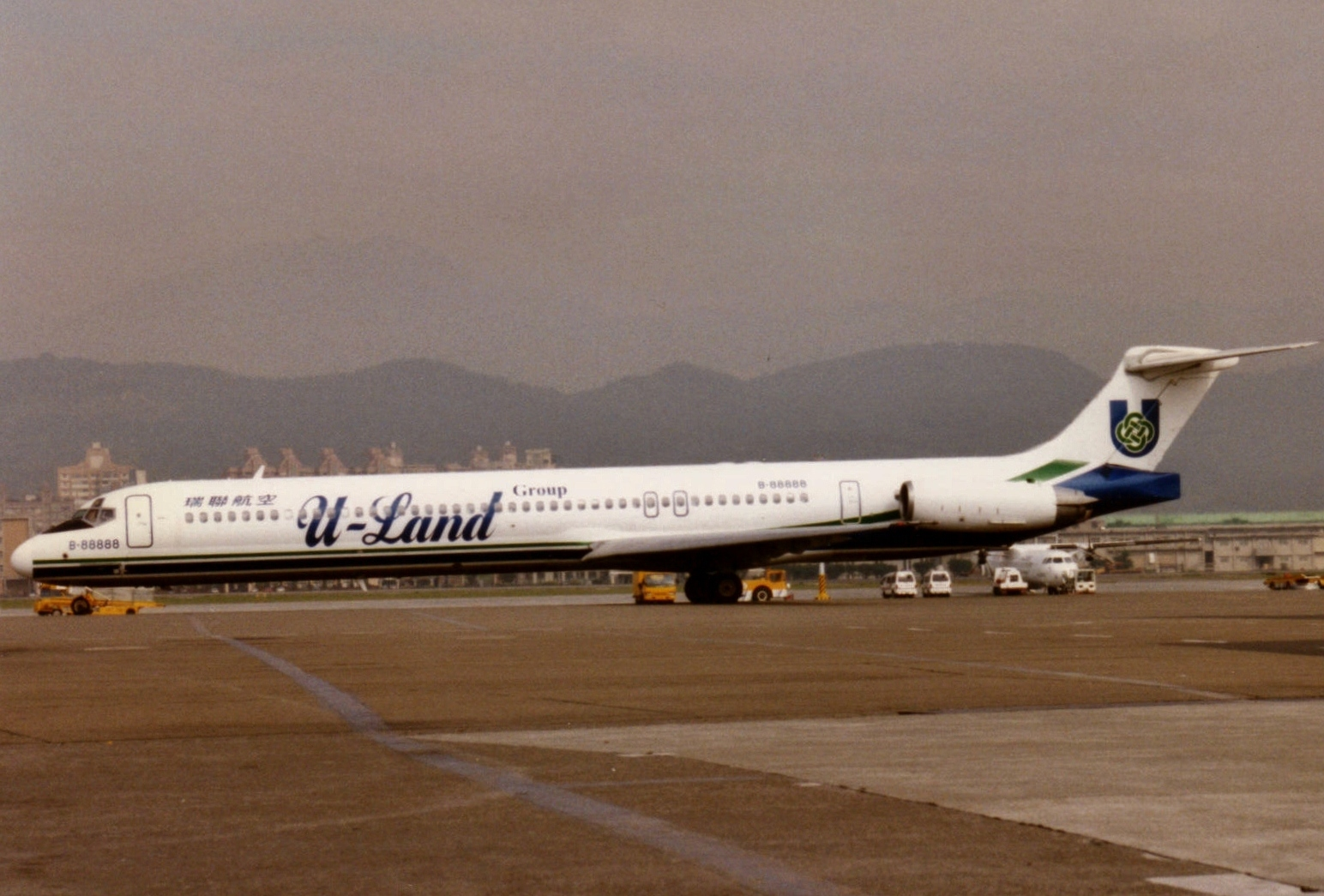
瑞聯航空一架註冊編號為B-88888的麥道MD-82客機，1997年攝於松山機場

瑞聯航空的六架麥道MD-82客機都只用兩個數字「8」（取其漢語諧音「發」）與「9」（取其漢語諧音「久」）來編碼，編號依序是：「B-88888」、「B-88889」、「B-88898」、「B-88899」、「B-88988」、「B-88989」。
瑞聯航空開航第一天，打破了所有航空公司的慣例，以「（新台幣）一元機票」造成話題；「一元機票」過後，瑞聯航空喊出新口號「（新台幣）八百塊到高雄」，標榜「台北－高雄」票價只要新台幣600至800元，而當時其他航空公司的「台北－高雄」票價大約是新台幣1000元起跳。瑞聯航空並在所有客機的椅背裝上了液晶電視，讓旅客在旅程中可以享受多媒體的服務。瑞聯航空引進的麥道MD-82客機的機身裝有外部攝影機，可以讓旅客在飛行中欣賞機外風景。但是台北到高雄的航程不過短短50分鐘，每個椅背都裝液晶電視，還有機身的外部攝影機，所費不貲，增加了許多不必要的成本。當時台北到高雄的票價不到新台幣900元，的確令其他航空公司減少客源，令他們感到威脅。但最後因為瑞聯航空本身經營策略失敗，空有低價航空的票價卻無低價航空的營運方式，使得虧損連連；再加上瑞聯航空野心太大，一步步地併購了菲律賓及越南的航空公司，打算在兩岸三通後一躍成為縱橫東南亞及海峽兩岸的區域航空公司。瑞聯航空的載客率雖高達90%左右，但其錯誤的策略、營運的高成本（飛機皆為自購而非租賃）以及低利潤的票價逐漸侵蝕獲利，導致最後倒閉。

## 空服員與地勤人員服務後期備受批評
瑞聯航空營運後期財務不佳，連年虧損；但母公司瑞聯建設也因空屋率過高陷入財務無底洞，自然無法金援瑞聯航空。瑞聯航空錯誤的策略、營運的高成本以及低利潤的票價逐漸侵蝕獲利，導致最後虧損累累，必須另籌財源。但瑞聯航空竟從服務下手，大部分服務均須收費。且因瑞聯航空後期經常欠薪，員工經常無法獲得應有的報酬（薪水），曾有工作一個月僅有新臺幣三千元薪水的紀錄。旅客有時又會對瑞聯航空第一線服務人員做出不當批評（當時水準不太高），瑞聯航空空服員與地勤人員到公司營運後期逐漸對旅客不理不睬、或對旅客十分冷淡，與剛開航時的熱情服務有很大的差別，因此客訴事件大增，甚至連接受客訴的工作人員也很冷漠，因此毀了瑞聯航空高層辛辛苦苦創立的優質形象。

## 使用機型

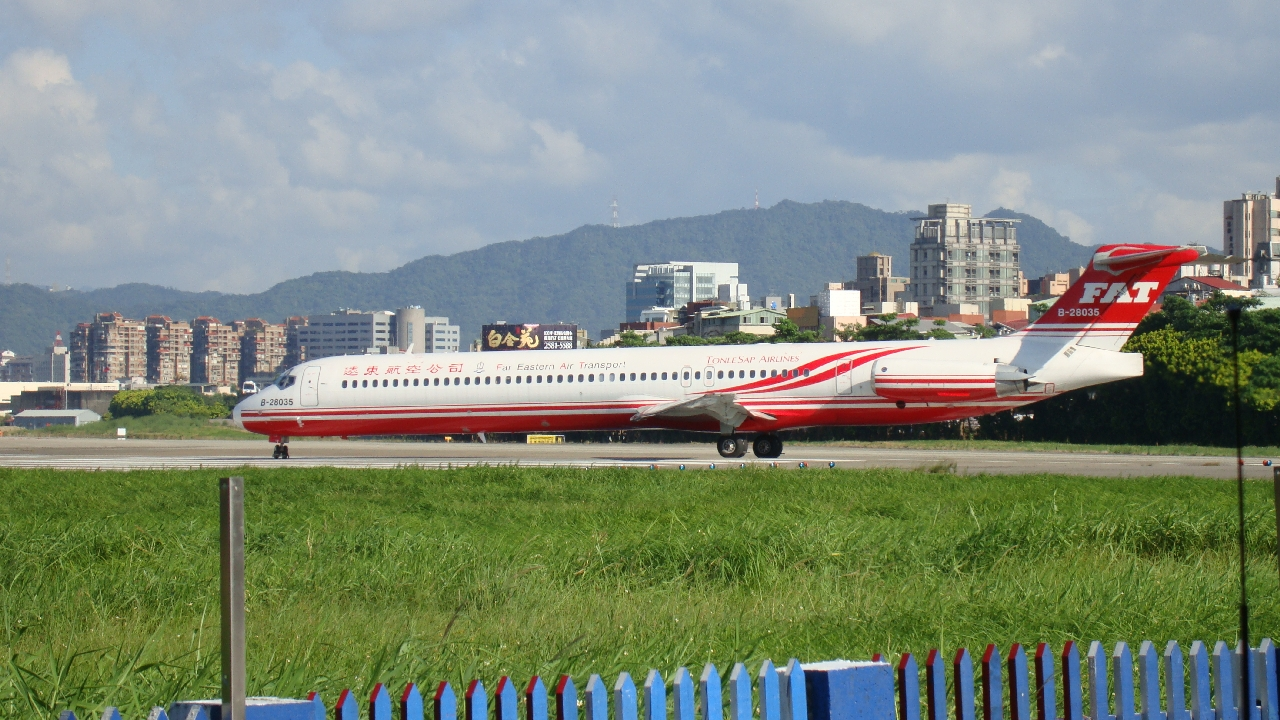
前瑞聯航空B-88889轉讓給遠東航空註冊編號改為B-28035

- 麥道MD-82 6架（全部轉讓給遠東航空、菲律賓籍航空公司及越南籍航空公司）
- 肖特360 1架（除役，報廢）